# Taygeta
Taygeta (19 Tauri / 19 Tau) es una estrella que forma parte del cúmulo abierto de las Pléyades en la constelación de Tauro. Su magnitud aparente es +4,29, la sexta más brillante de las Pléyades, estando situada a 422 años luz de distancia del sistema solar.

## Nombre
El nombre de Taygeta proviene de la mitología griega, siendo Táigete una de las Pléyades madre de Lacedemón. Esta estrella fue mencionada por Ovidio y Virgilio, llamada por el primero Soror Pleiadum.
Por su parte, el gobernante y astrónomo persa Ulugh Beg la describió como «Pleiadum minima».

## Características
Taygeta es una estrella binaria cuyas componentes, separadas 0,012 segundos de arco, tienen magnitud aparente +4,6 y +6,1.
La componente principal es una subgigante blanco-azulada de tipo espectral B6IV y 14.180 K de temperatura efectiva.
Tiene una luminosidad 600 veces mayor que el Sol y una masa de 4,5 masas solares.
Con un radio 4,5 veces más grande que el radio solar, gira sobre sí misma con una velocidad de rotación de 133 km/s.
Su período de rotación es inferior a 1,7 días.
La componente secundaria es 150 veces más luminosa que el Sol, lo que aproximadamente corresponde a una estrella de tipo B9 con una masa de 3,2 masas solares.
La separación media entre ambas componentes es de 4,6 UA, siendo su período orbital de 3,60 años (1313 días). Una tercera estrella, mucho más alejada a 2 minutos de arco, parece improbable que esté gravitacionalmente ligada al par interior, dada la densa población de estrellas en la región. Si realmente estuviera relacionada estaría situada al menos a 9000 UA de Taygeta.